# Asyndetus barbiventris
Asyndetus barbiventris är en tvåvingeart som beskrevs av Stackelberg 1952. Asyndetus barbiventris ingår i släktet Asyndetus och familjen styltflugor. Inga underarter finns listade i Catalogue of Life.